# Thomas Scully
Thomas Scully (Invercargill, Southland, 14 de gener de 1990) és un ciclista de Nova Zelanda, professional des del 2012 i actualment a l'equip Cannondale-Drapac. Especialista en pista encara que també ho compagina amb la carretera.

## Palmarès en ruta
- 2013
  - Vencedor d'una etapa del Tour de Normandia
- 2016
  - Vencedor d'una etapa als Boucles de la Mayenne
- 2017
  - Vencedor d'una etapa a la Ruta del Sud

### Resultats a la Volta a Espanya
- 2017. 153è de la classificació general

### Resultats al Giro d'Itàlia
- 2018. No surt (14a etapa)

### Resultats al Tour de França
- 2018. 129è de la classificació general
- 2019. 135è de la classificació general

## Palmarès en pista
- 2009
  -  Campió d'Oceania en Madison, amb Jesse Sergent
  -  Campió de Nova Zelanda en Madison, amb Shane Archbold
- 2010
  -  Campió de Nova Zelanda en Scratch
- 2011
  -  Campió d'Oceania en Puntuació
  -  Campió d'Oceania en Madison, amb Jason Allen
- 2013
  -  Campió d'Oceania en Puntuació
- 2014
  - Medalla d'or als Jocs de la Commonwealth en Puntuació

### Resultats a laCopa del Món
- 2009-2010
  - 1r a Melbourne, en Scratch
  - 1r a Melbourne, en Madison
- 2013-2014
  - 1r a Guadalajara, en Madison